# 圣多纳托门
圣多纳托门（Porta San Donato），又名赞博尼门（Porta Zamboni），是意大利城市博洛尼亚昔日城墙上的一个城门。这是位于该市的大学区的城门。

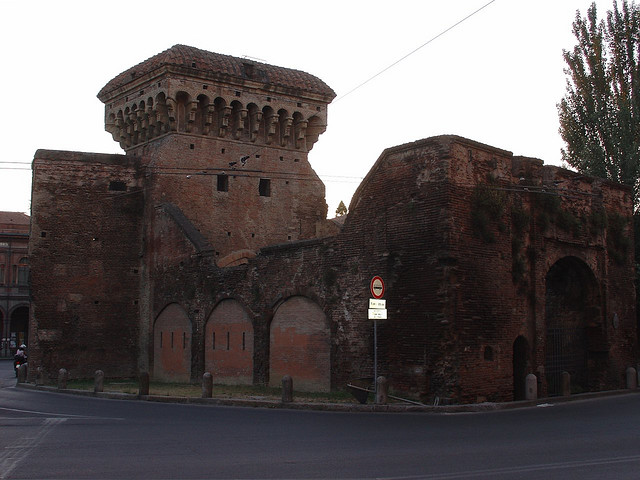
圣多纳托门（2008-2009年修复前）

圣多纳托门建于13世纪，1354年配上吊桥。1428年一度关闭，几十年重新开放。门旁建起了一个塔楼。
44°29′54″N 11°21′22″E / 44.49833°N 11.35611°E